# 厚保駅
厚保駅（あつえき）は、山口県美祢市西厚保町本郷字猪喰にある、西日本旅客鉄道（JR西日本）美祢線の駅である。難読駅の一つ。

## 歴史
- 1905年（明治38年）9月13日：山陽鉄道の厚狭駅 - 大嶺駅間開業と同時に設置[1][2]。
- 1906年（明治39年）12月1日：山陽鉄道の国有化により、官設鉄道の駅となる[1]。
- 1909年（明治42年）10月12日：線路名称制定[1]。大嶺線の所属となる[1]。
- 1924年（大正13年）3月23日：線路名称改定[1]。大嶺線が美禰線（1963年より美祢線と表記[3]）の一部となり、当駅もその所属となる[1]。
- 1962年（昭和37年）2月1日：貨物の取り扱いを廃止[4]。
- 1984年（昭和59年）2月1日：荷物扱い廃止[4]。
- 1985年（昭和60年）2月1日：無人駅[5]（簡易委託化）となる。
- 1987年（昭和62年）4月1日：国鉄分割民営化により西日本旅客鉄道が継承[3]。
- 2010年（平成22年）7月15日：大雨（平成22年梅雨前線豪雨）による厚狭川氾濫で橋梁や路盤が流失。全線不通となり、営業休止。
- 2011年（平成23年）9月26日：全線開通により、営業再開。
- 2013年（平成25年）4月1日：駅舎を改装、地域交流ステーション開設[6]。
- 2023年（令和5年）7月1日：大雨による厚狭川増水で橋梁や路盤が流出[7]。全線不通となり、営業休止。4日より代行バスが運行開始[8][9]。

## 駅構造
相対式ホーム2面2線で、交換設備を有する地上駅。分岐は片開きになっているが、場内・出発信号機は片方向のみの対応であり、一線スルーではない。
長門鉄道部が管理している無人駅で、駅舎は「厚保 地域交流ステーション」として利用されている。
下りホームに面して待合室（駅舎）がある。互いのホームは跨線橋で結ばれている。
かつては貨物列車が行き違っていたため、ホームが長い。

### のりば
| ホーム | 路線    | 方向 | 行先             |
| ------ | ------- | ---- | ---------------- |
| 駅舎側 | ■美祢線 | 下り | 美祢・長門市方面 |
| 反対側 | ■美祢線 | 上り | 厚狭行き         |

※案内上ののりば番号は設定されていない。

## 利用状況
1日の平均乗車人員は以下の通りである。
| 乗車人員推移     | 乗車人員推移 | 乗車人員推移 |
| 年度             | 1日平均人数  | 備考         |
| ---------------- | ------------ | ------------ |
| 1999（平成11年） | 84           | [ * 1 ]      |
| 2000（平成12年） | 74           | [ * 2 ]      |
| 2001（平成13年） | 71           | [ * 3 ]      |
| 2002（平成14年） | 63           | [ * 4 ]      |
| 2003（平成15年） | 57           | [ * 5 ]      |
| 2004（平成16年） | 52           | [ * 6 ]      |
| 2005（平成17年） | 55           | [ * 7 ]      |
| 2006（平成18年） | 47           | [ * 8 ]      |
| 2007（平成19年） | 49           | [ * 9 ]      |
| 2008（平成20年） | 49           | [ * 10 ]     |
| 2009（平成21年） | 44           | [ * 11 ]     |
| 2010（平成22年） | 36           | [ * 12 ]     |
| 2011（平成23年） | 51           | [ * 13 ]     |
| 2012（平成24年） | 34           | [ * 14 ]     |
| 2013（平成25年） | 31           | [ * 15 ]     |
| 2014（平成26年） | 30           | [ * 16 ]     |
| 2015（平成27年） | 29           | [ * 17 ]     |
| 2016（平成28年） | 31           | [ * 18 ]     |
| 2017（平成29年） | 31           | [ * 19 ]     |
| 2018（平成30年） | 29           | [ * 20 ]     |
| 2019（令和元年） | 27           | [ * 21 ]     |
| 2020（令和02年） | 23           | [ * 22 ]     |
| 2021（令和03年） | 22           | [ * 23 ]     |
| 2022（令和04年） | 22           | [ * 24 ]     |

## 駅周辺
駅周辺は美祢市の市域南端部にあたる。駅のすぐ西側を厚狭川が流れ、その西隣では山口県道33号下関美祢線が美祢線に並行している。
- 中国自動車道美祢西IC - 南西へ約1km
- 厚狭川
- 美祢市立厚保中学校 - 南へ約300メートル
- 美祢市役所 厚保出張所 - 南へ約300メートル
- 西日本サーキット場

## バス路線
- サンデン交通美祢線「厚保駅」停留所
  - 美祢駅方面、小月駅・下関駅方面

この停留所は、駅前ロータリーではなく山口県道33号下関美祢線上にある。そのため、駅から停留所まで行くためには厚狭川を渡る必要がある。

## 隣の駅
西日本旅客鉄道（JR西日本）
■美祢線
湯ノ峠駅 - 厚保駅 - 四郎ケ原駅

### 山口県統計年鑑
1. ↑  平成11年(平成13年刊)
2. ↑  平成12年(平成14年刊 定例表補追)
3. ↑  平成13年(平成14年刊)
4. ↑  平成14年(平成15年刊)
5. ↑  平成15年(平成16年刊)
6. ↑  平成16年(平成17年刊)
7. ↑  平成17年(平成18年刊)
8. ↑  平成18年(平成19年刊)
9. ↑  平成19年(平成20年刊)
10. ↑  平成20年(平成21年刊)
11. ↑  平成21年(平成22年刊)
12. ↑  平成22年(平成23年刊)
13. ↑  平成23年(平成24年刊)
14. ↑  平成24年(平成25年刊)
15. ↑  平成25年(平成26年刊)
16. ↑  平成26年(平成27年刊)
17. ↑  平成27年(平成28年刊)
18. ↑  平成28年(平成29年刊)
19. ↑  平成29年(平成30年刊)
20. ↑  平成30年(令和元年刊)
21. ↑  令和元年(令和2年刊)
22. ↑  令和2年(令和3年刊)
23. ↑  令和3年(令和4年刊)
24. ↑  令和4年(令和5年刊)